# 爆笑問題のニッポンの教養
『爆笑問題のニッポンの教養』（ばくしょうもんだいのニッポンのきょうよう）は、2006年5月26日からNHK総合テレビジョンで放送されていた「教養」をテーマとしたバラエティ番組である。爆笑問題の冠番組である。キャッチコピーは「爆問学問（ばくもんがくもん）」。 新聞などのテレビ欄では略タイトルとして「爆問学問」と表記される場合があった。2011年8月25日に『爆問学問』に正式に改題し2012年2月23日まで放送された。

## 概要
漫才コンビ爆笑問題がゲストのもとへ出向き、実験やレクチャーなどを交え、ゲストの専門分野とその本質についてトークを繰り広げる。
2006年5月26日（日付上は27日）に『爆笑問題×東大 東大の教養』を45分番組として放送したのがこの番組の始まりである。同年7月には『ETV特集』にて90分の「決定版」を放送。爆笑問題が東京大学教養学部から招待を受け、教授陣と「教養とは何か」について論じ合った。これを基にしたレギュラー番組の放送が決まった。
2007年9月にレギュラー化最初の4回分をまとめた単行本が発売。10月には5・6回分をまとめた単行本も発売され、その後も刊行されている。また「東大の教養」と各大学のスペシャルをまとめた本も2011年に発売された。
2009年1月のNHK BS-hiの月刊くくり特集がカルチャーであったので、この番組もBS-hiで過去のより抜きが40回分放送された。BS-hiでのレギュラー放送はないので再放送とは記載されなかった。
2010年2月2日放送分で放送回数100回目を迎えた。このFile100は通常枠以外に、2010年2月26日（日付上は27日）に時間枠拡大完全版が放送された。当初は、放送時間を25:10 - 25:53で放送すると予告とされていたが、国会中継録画が編成されたため、25:47 - 26:30（福岡は25:57 - 26:40）での放送となった。
2011年8月25日から『爆問学問』に改題。
2012年2月23日で終了し、同4月度の改編から続編「探検バクモン」（引き続き爆笑問題司会）が始まった。

## 番組構成
太田光が専門家に対して疑問を呈して議論を持ちかけ、田中裕二は太田をなだめつつ聞き役に徹することが多い。太田が苦手な話題に一歩引いた時は田中が積極的な聞き役に回る姿が見られる。
科学的な解釈が展開する理工学・理化学の分野では、太田は積極的な議論は行わず、聞き役に回ることが多い。太田は「（僕らは）ホストというよりゲストという意識」と語っている。
当番組には台本がなく、他のバラエティ番組に見られるコーナーごとの仕切りやクイズが入る間隔も存在しない完全フリートークな展開で進行する。
ゲスト出演者は主に大学人や研究所に勤務する研究者であるが学術分野外の人物を取り上げることもある。File084では漫画家の浦沢直樹、File100では番組を振り返る内容だったため当番組のファンであり爆笑問題との親交深いタレントの伊集院光、File113では劇作家の野田秀樹、File114では棋士の羽生善治が登場している。
遠方であっても爆笑問題の2人がゲスト出演者の研究室や自宅（研究室を持たない名誉教授）を訪問するが、海外在住の研究者や海外の文化論を取り扱う研究者などは関係組織や関係施設、料理店などがロケ場所として使用される。
コールドオープンは、爆笑問題の2人がゲスト出演者の待つ場所まで歩いて行くシーンが流れる。長回しで撮られており、太田が「この番組OPのストローク長いな〜」と文句を言っている姿が描写される。太田がデジタルカメラを持参し専門家の表情や資料などを撮影している姿も見られる。これについて田中は「NHKの人も、すごくは困らないけど、ちょっと困っていると思います」、「僕らはスタジオ収録が多くてロケはあまりない。この番組はロケ主体で普段ほとんど外に出ない太田が開放感相まって勝手にやっているみたいです。」と語っている。
オープニング映像は、2008年4月1日からナレーションが日本語からフランス語（日本語字幕付）に変更。2009年3月31日以降のものは、爆笑問題の二人がフィールドホッケーのスティックを使って、ボールをアクロバットに壁打ちするものに一新された（ナレーションはなくなった）。2010年3月30日以降は壁打ちする姿そのままにCGのみ変更。2011年度はアニメーションになり、タイトルロゴも変更（「爆笑問題のニッポンの教養」がなくなり、「爆問学問＋」になっていた）。オープニング音楽やBGMなどをミュージシャンの菊地成孔が手がけている。
番組のナレーションは音声合成を使っており、File011では実際にパソコンを使ってナレーションをしているところが放送された。2008年4月1日からのナレーターは園部啓一、2009年3月31日からは勝生真沙子、2010年3月30日からは小山力也、2011年4月からは井上喜久子である。2010年3月30日より、地上デジタル放送、BSデジタル放送の副音声（ステレオ2音声）で解説放送を開始、ナレーターは佐久田修。
番組要所にその日のお題に対して、素朴な疑問や感想を口にする猿や猫を登場させている。時にはお題の対象生物であったり、無生物であったりもする。画面隅にいる番組キャラクターは「問」を模している。公式サイトにはパイロット版からのマスコット「サルのつぶやき」という動画配信コーナー（動画に爆笑問題は登場せず、内容の解説中心）もある。
次回予告で放送されたVTRが本放送ではカットされて日の目を見ないままのことがある。
また、レギュラー放送とは別の「東大の教養」同様の手法で大学そのものをテーマにした大学スペシャルや、複数のゲストを招く特別版も放送。大学スペシャルでは大学内の講義室に観客を招き入れて収録を行う。東京芸術大学では大学内の広場で収録し、学生の悩みに太田が真摯に向き合った様子も放送した。

## 放送時間
- 2007年9月まで
  - 金曜日・23:00 - 23:29
「プレミアム10」と同居する形で、ニッポンの教養は隔週で放送。
- 2007年10月から
  - 火曜日・23:00 - 23:29
「サラリーマンNEOシーズン2」終了後の後番組として枠移動するとともに、毎週放送に切り替え。
  - 再放送：火曜日・8:30 - 8:59（BS2）
- 2008年4月から
  - 火曜日・23:00 - 23:29
  - 再放送：月曜日・15:15 - 15:44、火曜日・8:30 - 8:59（BS2）
月曜の再放送は休止の場合あり。
- 2009年4月から
  - 火曜日・23:00 - 23:29
  - 再放送：月曜日・15:15 - 15:44、火曜日・26:30 - 26:59（BS2）
月曜の再放送は休止の場合あり。水曜のBS2は前週火曜の再放送。
- 2010年4月から
  - 火曜日・22:55 - 23:24
  - 再放送：月曜日・16:05 - 16:34、火曜日・16:00 - 16:29（BS2）
いずれも休止の場合あり。
- 2011年4月から
  - 木曜日・22:55 - 23:24
  - 再放送：月曜日・25:30 - 25:59

## 放送履歴
2007年
| 放送回        | 放送日         | サブタイトル                                                        | 訪問教授（専攻学） |
| ------------- | -------------- | ------------------------------------------------------------------- | --- |
| File001       | 2007年4月13日  | 命のかたちお見せします                                              | 浅島誠（発生生物学） |
| File002       | 2007年4月27日  | 現代の秘境は人間の‘こころ’だ                                        | 中沢新一（文化人類学） |
| File003       | 2007年5月11日  | 宇宙人はどこにいるのか?                                             | 井田茂（惑星科学） |
| File004       | 2007年5月25日  | 人間は動物である。ただし…。                                         | 山岸俊男（社会心理学） |
| File005       | 2007年6月22日  | ヒトはなぜ死ぬのか?                                                 | 田沼靖一（生化学） |
| File006       | 2007年7月6日   | 教授が造ったスーパーカー                                            | 清水浩（環境工学） |
| File007       | 2007年7月13日  | 哲学ということ                                                      | 野矢茂樹（分析哲学） |
| File008       | 2007年7月27日  | この形 ありえない…人間は失敗作だ                                    | 遠藤秀紀（比較解剖学） |
| File009       | 2007年8月31日  | ロボットに人間を感じる時･･･                                         | 石黒浩（知能ロボット学） |
| File010       | 2007年9月14日  | タイムマシンは宇宙の扉を開く                                        | 佐藤勝彦（宇宙物理学） |
| 特別 （90分） | 2007年9月28日  | 爆笑問題のニッポンの教養スペシャル 「爆笑問題×慶應義塾 2030の衝撃」 | 村井純（情報工学）、中村伊知哉（メディア学） 石川幹子（環境デザイン）、柳川弘志（生命システム分子工学） 国分良成（現代中国論）、清家篤（労働経済学） 岡野栄之（脳科学・再生医療）、末松誠（代謝生化学） 山岸俊男（社会心理学）、田沼靖一（生化学） 遠藤秀紀（比較解剖学）、安西祐一郎（塾長） |
| File011       | 2007年10月2日  | 生物が生物である理由（わけ）                                        | 福岡伸一（分子生物学） |
| File012       | 2007年10月9日  | 万物は渋滞する                                                      | 西成活裕（渋滞学） |
| File013       | 2007年10月16日 | 異形のモノに美は宿る                                                | 辻惟雄（日本美術史） |
| File014       | 2007年10月23日 | 人間は考える腸である                                                | 上野川修一（腸管免疫学） |
| File015       | 2007年10月30日 | ひきこもりでセカイが開く時                                          | 斎藤環（精神医学） |
| File016       | 2007年11月6日  | 生き残りの条件≠強さ                                                 | 吉村仁（数理生態学） |
| File017       | 2007年11月13日 | 深海に40億年前の世界を見た!                                         | 高井研(地球微生物学) |
| File018       | 2007年11月20日 | 人類の明日は晴れか雨か?                                             | 高薮縁（気象学） |
| File019       | 2007年11月27日 | この世はすべて錯覚だ                                                | 北岡明佳（知覚心理学） |
| File020       | 2007年12月4日  | コトバから逃げられないワタクシ                                      | 田中克彦（社会言語学） |
| File021       | 2007年12月11日 | 「体内時計」はいま何時?                                             | 上田泰己（システム生物学） |
| 通常枠        | 2007年12月18日 | リミックス〜総集編〜                                                | |

2008年
| 放送回        | 放送日         | サブタイトル                                                                                     | 訪問教授（専攻学） |
| ------------- | -------------- | ------------------------------------------------------------------------------------------------ | --- |
| 特別 （80分） | 2008年1月2日   | 爆笑問題のニッポンの教養 新年会スペシャル 「2008年これがニッポンの大問題」                       | 遠藤秀紀（比較解剖学）、佐藤勝彦（宇宙物理学） 野矢茂樹（分析哲学）、福岡伸一（分子生物学） 浅島誠（発生生物学）、斎藤環（精神医学） |
| File022       | 2008年1月8日   | 科学的分身の術                                                                                   | 舘暲（システム情報学） |
| File023       | 2008年1月15日  | 平和は闘いだ                                                                                     | 伊勢崎賢治（平和構築学） |
| File024       | 2008年1月22日  | 「脱出したい!」のココロ                                                                          | 塚本勝巳（海洋生命科学） |
| File025       | 2008年1月29日  | 人類の希望は 美美美(ビビビ)                                                                      | 佐々木健一（美学） |
| File026       | 2008年2月5日   | みんなの憲法入門                                                                                 | 長谷部恭男（憲法学） |
| File027       | 2008年2月12日  | 脳を創る男                                                                                       | 合原一幸（カオス工学） |
| File028       | 2008年2月19日  | スポ根なんていらない?                                                                            | 高妻容一（スポーツ心理学） |
| File029       | 2008年2月26日  | 人生を振りかえる 夜                                                                              | カール・ベッカー（宗教学） |
| File030       | 2008年3月4日   | 検索エンジンは脳の夢を見る                                                                       | 高野明彦（連想情報学） |
| 通常枠        | 2008年3月11日  | 話せばわかったか〜REMIX 2〜                                                                      | |
| File031       | 2008年3月18日  | 我働くゆえに幸あり?                                                                              | 本田由紀（教育社会学） |
| 特別 （90分） | 2008年3月25日  | 爆笑問題のニッポンの教養スペシャル 「爆笑問題×京大 独創力!」                                     | 塚本勝巳（海洋生命科学）、上田泰己（システム生物学） カール・ベッカー（宗教学）、尾池和夫（地震学） 佐伯啓思（社会思想史）、阿辻哲次（中国文化史） 中辻憲夫（発生生物学）、鎌田浩毅（火山学） 山極壽一（霊長類社会生態学）、小山勝二（エックス線天文学） |
| File032       | 2008年4月1日   | 世界は編集されている?                                                                            | 松岡正剛（編集工学） |
| File033       | 2008年4月8日   | プロファイリングによると…                                                                        | 桐生正幸（犯罪心理学） |
| File034       | 2008年4月15日  | さよならメタボ                                                                                   | 石井直方（筋生理学） |
| File035       | 2008年4月22日  | 哲学を破壊せよ                                                                                   | 木田元（哲学） |
| File036       | 2008年4月29日  | 世界を支配する『ちいさな』話                                                                     | 橋本省二（素粒子物理学） |
| File037       | 2008年5月13日  | 私が愛したゴリラ                                                                                 | 山極壽一（霊長類社会生態学） |
| File037       | 2008年5月20日  | 私が愛したゴリラ                                                                                 | 山極壽一（霊長類社会生態学） |
| File038       | 2008年5月27日  | この世はすべてお見通し?                                                                          | 出口弘（社会シミュレーション学） |
| File039       | 2008年6月3日   | 愛と幻想の価値論                                                                                 | 橘木俊詔（経済学） |
| File040       | 2008年6月10日  | ウイルス その奇妙な生き方                                                                        | 高田礼人（ウイルス学） |
| File041       | 2008年6月17日  | 恐竜は生きている?                                                                                | 真鍋真（古生物学） |
| File042       | 2008年6月24日  | クラゲ 世界征服計画                                                                              | 上真一（生物海洋学） |
| File043       | 2008年7月8日   | アートのハート〜芸術は爆発、か?〜                                                                | 宮田亮平（芸術学） |
| File043       | 2008年7月15日  | アートのハート〜芸術は爆発、か?〜                                                                | 宮田亮平（芸術学） |
| File044       | 2008年7月22日  | どこから来たのか ニッポンのヒト                                                                  | 篠田謙一（分子人類学） |
| File045       | 2008年8月26日  | 128億光年の宇宙見物                                                                              | 林正彦（天文学） |
| File046       | 2008年9月9日   | 『ニッポン』を疑え                                                                               | 子安宣邦（日本思想史） |
| File047       | 2008年9月16日  | “学校の怪談”のヒ・ミ・ツ                                                                         | 常光徹（民俗学） |
| File048       | 2008年9月23日  | デザインで世界を改造せよ                                                                         | 川崎和男（先端デザイン工学） |
| File049       | 2008年9月30日  | 愛の政治学入門                                                                                   | 姜尚中（政治学） |
| File050       | 2008年10月7日  | “あ〜疲れた”の正体                                                                               | 近藤一博（ウイルス学・免疫学） |
| File051       | 2008年10月21日 | 宇宙を駆けるX                                                                                    | 小山勝二（エックス線天文学） |
| File052       | 2008年10月28日 | 超能力お見せします                                                                               | 稲見昌彦（ヒューマンインターフェース学） |
| File053       | 2008年11月4日  | 21世紀の錬金術師                                                                                 | 細野秀雄（材料科学） |
| File054       | 2008年11月11日 | 日本語って“ヤバい”                                                                               | 山口仲美（日本語学） |
| File055       | 2008年11月18日 | 『飛行少年』と呼ばれて                                                                           | 東昭（航空力学） |
| 特別 （90分） | 2008年11月25日 | 爆笑問題のニッポンの教養スペシャル 爆笑問題×早稲田大学 「平成の突破力〜ニッポンを変えますか?〜」 | 八巻和彦（中世哲学）、高橋敏夫（現代文学） 高西淳夫（ロボット工学）、若田部昌澄（経済学史） 宮沢章夫（演劇論、サブカルチャー論）、田原総一朗（早大特命教授）                                                                                             |
| File056       | 2008年12月2日  | 誰（た）がためのロボットか?                                                                      | 古田貴之（ロボット工学） |
| File057       | 2008年12月9日  | 謎の巨大イカを追え!                                                                              | 窪寺恒己（海洋生物学） |

2009年
| 放送回        | 放送日         | サブタイトル                                                           | 訪問教授（専攻学） |
| ------------- | -------------- | ---------------------------------------------------------------------- | --- |
| 特別          | 2009年1月12日  | 爆笑問題のニッポンの教養 成人の日スペシャル 「“大人になる”ということ」 | 糸井重里、立花隆、矢口真里 |
| File058       | 2009年1月20日  | 万物は汚れている                                                       | 田辺信介（環境化学） |
| File059       | 2009年1月27日  | 建築のチカラ                                                           | 西沢立衛（建築設計） |
| File060       | 2009年2月3日   | おしゃべりな脳                                                         | 酒井邦嘉（言語脳科学） |
| File061       | 2009年2月10日  | あなたの知らないメロデイー                                             | 藤枝守（音文化学） |
| File062       | 2009年2月17日  | 芸術は“カラダ”だ                                                       | 布施英利（美術解剖学） |
| File063       | 2009年2月24日  | ロボットの虫                                                           | 三浦宏文（ロボット工学） |
| File064       | 2009年3月3日   | こころは水で作られる!?                                                 | 中田力（脳神経学） |
| File065       | 2009年3月10日  | 学校は何も教えてくれない?                                              | 広田照幸（教育社会学） |
| 特別          | 2009年3月17日  | アンコール@成人の日スペシャル 「大人になる」ということ                 | 糸井重里、立花隆、矢口真里 |
| 特別 （85分） | 2009年3月24日  | 爆笑問題のニッポンの教養スペシャル 「ニッポン チャチャチャ」           | 川勝平太（比較経済史）、姜尚中（政治学） 近藤一博（ウィルス学）、斎藤成也（人類学） 田中克彦（社会言語学）、山口仲美（日本語学） |
| File066       | 2009年3月31日  | この世は‘破れ’ている                                                   | 益川敏英（素粒子物理学） |
| File067       | 2009年4月7日   | 人口は口ほどにものを言う                                               | 鬼頭宏（歴史人口学） |
| File068       | 2009年4月14日  | イスラム・世界・ニッポン                                               | 山内昌之（歴史学・イスラム史）                                                                                                   |
| File069       | 2009年4月21日  | 永久エネルギー誕生!                                                    | 原亨和（触媒化学） |
| File070       | 2009年4月28日  | シンプル最高 / 再考                                                    | 原研哉（デザイン思想） |
| File071       | 2009年5月19日  | ヒトと殺しと男と女                                                     | 長谷川眞理子（進化生物学） |
| File072       | 2009年5月26日  | お米レボリューション                                                   | 岩永勝（農学） |
| File073       | 2009年6月2日   | 人類よ声を聴け                                                         | 川田順造（文化人類学） |
| File074       | 2009年6月7日   | 私は ここに いる                                                       | 福島智（障害学） |
| File075       | 2009年6月16日  | 博士が愛した『イノチ』                                                 | 池上高志（複雑系科学） |
| File076       | 2009年6月23日  | 『時間』という名の怪物                                                 | 一川誠（実験心理学） |
| File077       | 2009年6月30日  | U.S. I LOVE YOU                                                        | 阿川尚之（日米関係史・米国憲法史）                                                                                               |
| File078       | 2009年7月7日   | やっぱり、みんな有罪ですか?                                            | 後藤昭（刑事訴訟法） |
| File079       | 2009年7月14日  | 味のある話                                                             | 都甲潔（人工舌） |
| File080       | 2009年7月21日  | 触ってのお楽しみ                                                       | 梶本裕之（情報理工学） |
| File081       | 2009年7月28日  | 世も金もゲームなり                                                     | 松島斉（ゲーム理論・経済学） |
| File082       | 2009年8月4日   | ヒトと毒薬                                                             | 船山信次（薬学） |
| 特別 （73分） | 2009年8月17日  | 爆笑問題のニッポンの教養スペシャル 「表現力!爆笑問題×東京藝術大学」    | 宮田亮平、菊地成孔 |
| File083       | 2009年9月1日   | 台本のない音楽会                                                       | 坂本龍一（音楽） |
| File084       | 2009年9月8日   | 21世紀 マンガノチカラ                                                  | 浦沢直樹（漫画） |
| File085       | 2009年9月15日  | ハトはピカソがお好き?                                                  | 渡辺茂（生物心理学） |
| File086       | 2009年10月6日  | <私>探し                                                               | 永井均（哲学） |
| File087       | 2009年10月13日 | あなたの細胞生き返ります                                               | 岡野光夫（細胞シート工学） |
| File088       | 2009年10月20日 | カブキズム!                                                            | 河竹登志夫（比較演劇学） |
| File089       | 2009年10月27日 | 戦争はつくられる                                                       | 加藤陽子（日本近代史） |
| File090       | 2009年11月03日 | 新型インフルエンザの真実                                               | 河岡義裕（ウイルス学） |
| File091       | 2009年11月10日 | No Books, No Life                                                      | 長尾真（情報工学） |
| File092       | 2009年11月17日 | ドストエフスキーより愛をこめて                                         | 亀山郁夫（ロシア文学） |
| File093       | 2009年11月24日 | 海の中のナイスバディ                                                   | 本川達雄（生物学） |
| File094       | 2009年12月1日  | よりよく死ぬための哲学                                                 | 清水哲郎（死生学） |
| File095       | 2009年12月8日  | 何か においます?                                                       | 中本高道（嗅覚ディスプレイ） |
| File096       | 2009年12月15日 | 単細胞は天才なのだ                                                     | 中垣俊之（生物学・粘菌） |

2010年
| 放送回        | 放送日         | サブタイトル                       | 訪問教授（専攻学） |
| ------------- | -------------- | ---------------------------------- | --- |
| File097       | 2010年1月12日  | 驚異の人体ガスツアー               | 末松誠（代謝生化学） |
| File098       | 2010年1月19日  | 『クスリの運び屋』参上!            | 杉山雄一（分子薬物動態学） |
| File099       | 2010年1月26日  | 未知なるカタチとの遭遇             | 三浦公亮（宇宙構造工学） |
| File100       | 2010年2月2日   | 100回スペシャル!「爆問学問」学     | 伊集院光 |
| File101       | 2010年2月9日   | 政治家が口を開くとき               | 御厨貴（政治史） |
| File102       | 2010年3月2日   | 2010年 縄文の旅                    | 小林達雄（考古学） |
| File103       | 2010年3月9日   | 顔が命!                            | 原島博（顔学） |
| File104       | 2010年3月30日  | イルカと話す日                     | 村山司（海洋生物学） |
| File105       | 2010年4月6日   | 交渉人AKASHI                       | 明石康（国際関係学） |
| File106       | 2010年4月13日  | 双子だけの秘密                     | 安藤寿康（行動遺伝学、教育心理学） ザ・たっち、FLIP-FLAP                                                                       |
| File107       | 2010年4月20日  | 現実ヲ拡張セヨ                     | 苗村健（電子情報学） |
| File108       | 2010年4月27日  | 本当の強さって何?                  | 羽生善治（将棋） |
| 特別 （80分） | 2010年5月11日  | 爆問学問×JAXA:「2010年宇宙の旅」   | 長谷川義幸（JAXA執行役）、若田光一（宇宙飛行士）                                                                               |
| File109       | 2010年5月18日  | 命のトリセツ（取扱説明書）         | 河野友宏（発生生物学） |
| File110       | 2010年5月25日  | ギャンブルの正体                   | 谷岡一郎（ギャンブル学） |
| File111       | 2010年6月1日   | 記憶にほえろ!                      | 高木光太郎（法心理学） |
| File112       | 2010年6月8日   | 京都パワースポットミステリーツアー | 小松和彦（民俗学） |
| File113       | 2010年7月13日  | 演ずれば通ず                       | 野田秀樹（演劇） |
| File114       | 2010年7月20日  | 演ずれば通ず                       | 野田秀樹（演劇） |
| File115       | 2010年7月27日  | 30秒で名曲作ります                 | 嵯峨山茂樹（計数工学） |
| File116       | 2010年8月3日   | 地上最強の生物!                    | 國枝武和（極限生物学） |
| File117       | 2010年8月24日  | マイ衛星のつくりかた               | 中須賀真一（宇宙工学） |
| File118       | 2010年8月31日  | はじまりはラブソング               | 岡ノ谷一夫（生物言語学） |
| File119       | 2010年9月7日   | 教えて 赤ちゃん!                   | 開一夫（赤ちゃん学） |
| File120       | 2010年9月14日  | 発明王 ジュンイチ                  | 西澤潤一（電子工学） |
| File121       | 2010年9月21日  | TVはいつまで笑うのか               | 横澤彪（TVプロデューサー） |
| File122       | 2010年9月28日  | 落語ぢから                         | 田中優子（江戸学） |
| File123       | 2010年10月5日  | 白雪姫は死ぬのがお好き?            | 小澤俊夫（口承文芸学） |
| File124       | 2010年10月12日 | ナミナミならぬ海のはなし           | 田村兼吉（海洋安全工学） |
| File125       | 2010年10月19日 | 右VS左                             | 西山賢一（左右学） |
| File126       | 2010年10月26日 | がんばれ!!ロボ魂（ロボコン）       | 中村仁彦（ロボット工学） |
| File127       | 2010年11月2日  | 骨の名探偵                         | 橋本正次（法人類学） |
| File128       | 2010年11月9日  | 首長竜の告白                       | 鈴木直（古代生物学） |
| File129       | 2010年11月16日 | ロボット バカ一代                  | 生田幸士（ナノマシン工学） |
| File130       | 2010年11月23日 | 中国入門 第一課                    | 宋文洲（経済評論家）、ウー・ウェン（料理研究家） 林丹丹（女優）、天児慧（早稲田大学大学院教授） 阿辻哲次（京都大学大学院教授） |
| File131       | 2010年11月30日 | 中国入門 第二課                    | 宋文洲、ウー・ウェン、林丹丹、天児慧、阿辻哲次                                                                                 |
| File132       | 2010年12月7日  | 南極 秘密のタイムカプセル          | 本山秀明（雪氷学） |
| File133       | 2010年12月14日 | 江戸時代のTwitter                  | 磯田道史（歴史学） |

2011年
| 放送回        | 放送日        | サブタイトル                                                                      | 訪問教授（専攻学）                                                             |
| ------------- | ------------- | --------------------------------------------------------------------------------- | ------------------------------------------------------------------------------ |
| File134       | 2011年1月11日 | 昆虫の超脳力                                                                      | 神崎亮平（神経行動学）                                                         |
| File135       | 2011年1月18日 | ミトコンドリアで若返れ!                                                           | 太田成男（ミトコンドリア学）                                                   |
| File136       | 2011年2月1日  | カラスちゃんのマル秘生活                                                          | 樋口広芳（鳥類学）                                                             |
| File137       | 2011年2月8日  | はやぶさが教えてくれたこと                                                        | 川口淳一郎（宇宙工学）                                                         |
| File138       | 2011年2月22日 | マジカルカレーツアー                                                              | 辛島昇（インド史）                                                             |
| File139       | 2011年3月1日  | どんなココロも お見通し                                                           | 中川匡弘（感性情報工学）                                                       |
| File140       | 2011年3月8日  | 今夜決定!爆ノーベル賞                                                             | カンニング竹山、木村美紀                                                       |
| 特別 （48分） | 2011年4月7日  | 爆笑問題のニッポンの教養スペシャル 「コミュ力（りょく）!爆問学問×東京外国語大学」 | 亀山郁夫（ロシア文学）                                                         |
| File141       | 2011年4月14日 | 沖縄美ら海水族館スペシャル ナイトアクアリウム編                                   | 内田詮三（沖縄美ら海水族館館長）、本川達雄                                     |
| File142       | 2011年4月21日 | 沖縄美ら海水族館スペシャル 驚異のバックヤード編                                   | 内田詮三（沖縄美ら海水族館館長）                                               |
| File143       | 2011年5月12日 | なるほど!ザ・錯覚ワールド                                                         | 杉原厚吉（数理工学）、石川梨華                                                 |
| File144       | 2011年5月19日 | 死ぬ前にしたいこと                                                                | 徳永進（医学）                                                                 |
| File145       | 2011年5月26日 | うわさに気をつけろ                                                                | 松田美佐（社会情報学）                                                         |
| File146       | 2011年6月2日  | 間違いだらけのエネルギー選び                                                      | 飯田哲也（エネルギー学）、室山哲也（NHK解説委員）                              |
| File147       | 2011年6月9日  | 女と男“仁義なき戦い”                                                              | 上野千鶴子（女性学）                                                           |
| File148       | 2011年6月16日 | 万国「イケ面」博覧会                                                              | 吉田憲司（博物館人類学・文化人類学）、荒俣宏、竹内海南江                       |
| File149       | 2011年6月23日 | “塀の中”の真実                                                                    | 杉良太郎（法務省特別矯正監）                                                   |
| File150       | 2011年6月30日 | “塀の中”の真実                                                                    | 杉良太郎（法務省特別矯正監）                                                   |
| File151       | 2011年7月7日  | 戦渦の外科医ノブコ                                                                | 黒﨑信子（外科医、MSF日本会長）                                                |
| File152       | 2011年7月14日 | おもちゃ天国!                                                                     | 多田千尋（東京おもちゃ美術館館長）                                             |
| File153       | 2011年7月21日 | 恋愛必勝法おしえます                                                              | 金政祐司（社会心理学）、菊水健史（動物行動学）、望月明美（クラブオーナーママ） |
| File154       | 2011年7月28日 | 方向オンチ大脱出                                                                  | 村越真（認知心理学）                                                           |
| File155       | 2011年8月4日  | ムシできない虫の話                                                                | 矢島稔（ぐんま昆虫の森園長）                                                   |

爆問学問
| 放送回  | 放送日         | サブタイトル                                      | 訪問教授（専攻学）                                                       |
| ------- | -------------- | ------------------------------------------------- | ------------------------------------------------------------------------ |
| File156 | 2011年8月25日  | 絶叫マシン学                                      | 八木一正（物理教育学）、神田愛花                                         |
| File157 | 2011年9月1日   | 君もアンパンマンになれる!                         | やなせたかし（漫画家）                                                   |
| File158 | 2011年9月8日   | ﾆｯﾎﾟﾝ奇祭列島                                     | 三隅治雄（民俗芸能学）、杉岡幸徳（奇祭評論家）                           |
| File159 | 2011年9月15日  | ペットはアナタに首ったけ？                        | 林良博（ペット学）                                                       |
| File160 | 2011年9月22日  | 笑うイグノーベル賞SP 衝撃映像EXPO編               | 伊集院光、渡辺茂（生物心理学）、井上喜久子                               |
| File161 | 2011年9月29日  | 笑うイグノーベル賞SP 世界を変えた発明編           | 鈴木松美、廣瀬幸夫、志村幸夫、渡辺茂、伊集院光、井上喜久子               |
| File162 | 2011年10月6日  | その数字、クセモノにつき…                         | 門倉貴史（統計数学）、神田愛花                                           |
| File163 | 2011年10月13日 | 翼よ！あれがミライの灯だ                          | 白水正男（航空技術）                                                     |
| File164 | 2011年10月27日 | 中国で最も有名な日本人                            | 加藤嘉一                                                                 |
| File165 | 2011年11月3日  | 世界はもっとカラフルだ！〜共感覚のフシギ〜        | 長田典子（感性工学）                                                     |
| File166 | 2011年11月10日 | 古武術でカラダ革命                                | 甲野善紀（古武術）、吉田秀彦                                             |
| File167 | 2011年11月17日 | 新企画 UNSOLVED #1 地球外生命の姿とは？           | 井田茂（惑星科学）、長沼毅（極限生物学）、遠藤秀紀（遺体科学）、神田愛花 |
| File168 | 2011年11月24日 | 新企画 UNSOLVED #2 “ありえない偶然”はなぜ起こる？ | 菊池聡（認知心理学）、橋本奈穂子                                         |
| File169 | 2011年12月8日  | 歌ヘタ脱出大作戦♪                                 | 村尾忠廣（音楽教育学）、田中卓志                                         |
| File170 | 2012年1月12日  | 免疫力!アップダウンクイズ                         | 奥村康（免疫学）                                                         |
| File171 | 2012年1月19日  | 君はシリアスゲームを知っているか?                 | 古市昌一（数理情報学）                                                   |
| File172 | 2012年2月2日   | 奇食屋台                                          | 石毛直道（食文化）、徳井健太、神田愛花                                   |
| File173 | 2012年2月9日   | 宇宙の果てまで連れてって                          | 村山斉（素粒子物理学）                                                   |
| File174 | 2012年2月16日  | 天才心臓外科医の告白                              | 南淵明宏（医学）                                                         |
| File175 | 2012年2月23日  | 大江戸ブックレビュー!                             | 中野三敏（日本近世文学）、瞬間メタル                                     |